# Testudinaria debsmithi
Testudinaria debsmithi är en spindelart som beskrevs av Levi 2005. Testudinaria debsmithi ingår i släktet Testudinaria och familjen hjulspindlar. Inga underarter finns listade i Catalogue of Life.